# КАМАЗ 635050
КАМАЗ 635050 — спортивный грузовой автомобиль высокой проходимости, разработанный и построенный раллийной командой «КАМАЗ-мастер» как автомобиль сопровождения (так называемая «техничка»). Основная функция данного автомобиля — сопровождение команды во время автоспортивных соревнований (главным образом — ралли-рейды). В зависимости от комплектации данный автомобиль является мобильной мастерской или мобильным жилым модулем, оборудованным всем необходимым для отдыха участников команды.
Годы использования: 2003 — настоящее время.

## Конструкция
Двигатель расположен над передней осью. Кабина — четырёхместная (два места расположены слева и справа от двигателя, ещё два — в дополнительном отсеке, приваренном к основной кабине), цельнометаллическая, откидывающаяся вперёд. Автомобиль комплектуется двумя типами кузовов-модулей, изготовленными во Франции. Первый тип кузова создан для установки на автомобиль технической поддержки, который выполняет функцию мобильной мастерской. Второй — жилой модуль, предназначенный для отдыха членов команды, оборудованный спальными местами, кухней, душевой кабиной. Правая стенка может открываться, что позволяет превращать жилой модуль в подобие летней веранды.